# Replica 2006
Replica 2006 a címe a finn, power metalt játszó Sonata Arctica nyolcadik kislemezének. A Replica című szám először az Ecliptica albumon szerepelt, ám ez a kislemez a The Collection 1999-2006-ról lett kimásolva.

## Számok listája
A dalokat a Sonata Arctica szerezte, a szövegeket Tony Kakko írta.
1. „Replica” (2006-os verzió) – 4:32
2. „Draw Me” (instrumentális verzió) – 4:07
3. „Respect the Wilderness” – 3:52

A „Draw Me” instrumentális változata korábban a „The End of This Chapter”-ön szerepelt.
A „Respect The Wilderness” a Silence japán kiadásán volt bónuszdal.

## Közreműködők
- Tony Kakko – ének
- Jani Liimatainen – gitár
- Tommy Portimo – dob
- Marko Paasikoski – basszusgitár
- Henrik Klingenberg – billentyűs hangszerek
- Mikko Härkin – szintetizátor a „Respect the Wilderness”-ben
- Ahti Kortelainen – a stúdiómunkálatok vezetője
- Mikko Karmila és Mika Jussila – utómunkálatok
- Janne Pitkänen – borítóterv